# Artesanos Metepec Fútbol Club
El Artesanos Metepec Fútbol Club es un equipo de fútbol mexicano que juega en la Serie B de la Segunda División. Tiene como sede Metepec, Estado de México.

## Historia
El equipo fue fundado en agosto de 2022 tras una iniciativa de empresarios locales que fueron apoyados por el Ayuntamiento de Metepec, esto con el objetivo de representar a la localidad en el fútbol profesional y además ofrecerse como una alternativa de desarrollo a la juventud. El equipo fue inscrito en el Grupo VI de la Tercera División de México, última categoría profesional del fútbol mexicano.
En su primera temporada el equipo concluyó como líder de su grupo con 26 victorias, tres empates y una sola derrota en 30 partidos, por lo que se clasificó a la liguilla por el ascenso de categoría. Artesanos Metepec fue eliminando sucesivamente a los clubes Tenancingo F.C., Cruz Azul Lagunas, Progreso F.C. y Faraones de Texcoco, por lo que tras esta última victoria el equipo aseguró su ascenso a la Segunda División de México. En la final regional el equipo fue derrotado por el Club Atlético Aragón, por lo que finalmente se quedó con una plaza en la Serie B de México, rama secundaria de la Segunda División.
El 30 de junio de 2023 se hizo oficial la entrada del club en la Serie B de la Segunda División.

## Estadio
El Artesanos Metepec disputa sus partidos como local en la Unidad Deportiva Alarcón Hisojo, también conocida como La Hortaliza, la cual se encuentra localizada en Metepec, municipio perteneciente a la Zona Metropolitana de Toluca, el complejo deportivo cuenta con un estadio de fútbol con capacidad para albergar a 2,000 espectadores.

## Palmarés
| Competición nacional  | Títulos | Subcampeonatos |
| --------------------- | ------- | -------------- |
| Segunda Serie B (0/1) |         | Apertura 2024  |

## Temporadas
| Temporada     | División           | Posición                     |
| ------------- | ------------------ | ---------------------------- |
| 2022/23       | 5.Tercera División | 1.º Grupo VI (Final de Zona) |
| 2023/24       | 4.Segunda Serie B  | 3.º (Semifinales)            |
| Apertura 2024 | 4.Segunda Serie B  | 5.º (Final)                  |
| Clausura 2025 | 4.Segunda Serie B  | 3.º (Semifinales)            |